# Кофичка
Кофичките са вид силово упражнение за горната част на тялото, изпълнявано на успоредка.
Тесният хват на ширината на раменете се използва предимно за развиване на триглавия мишничен мускул и в по-малка степен на делтовидния, големия гръден и ромбоидния мускул. Широкият хват поставя допълнителен акцент върху гръдните мускули, подобно на начина, по който вдигането от лег с широк хват би се фокусирало повече върху гръдните мускули и по-малко върху трицепса.